# Comitè Olímpic Andorrà
Das Comitè Olímpic Andorrà (COA) ist die Dachorganisation des Sports im Fürstentum Andorra. Es wurde 1971 gegründet und 1975 während seiner Session in Lausanne in das Internationale Olympische Komitee aufgenommen. Mitgliedsorganisationen des COA sind 26 Sportfachverbände, davon 18 in olympischen und 8 in nichtolympischen Sportarten.
Präsident des Komitees ist Jaume Martì Mandicò, Generalsekretär Manuel Fernàndez Hermoso. Der Sitz befindet sich in Andorra la Vella.
Das Comitè Olímpic Andorrà nimmt alle Aufgaben zur Teilnahme andorranischer Sportler an den Olympischen Spielen, den Mittelmeerspielen sowie den Spielen der kleinen Staaten von Europa wahr.

## Mitgliedsverbände
| olympische Sportarten - Federació Andorrana d'Atletisme - Federació Andorrana de Basquetbol - Federació Andorrana de Canoa-Caiac - Federació Andorrana de Ciclisme - Federació Andorrana d’Esports de Gel - Federació Andorrana d'Esquí - Federació Andorrana de Futbol - Federació Andorrana de Gimnàstica - Federació Andorrana d'Hípica - Federació Andorrana de Judo, Ju jitsu - Federació Andorrana de Natació - Federació Andorrana de Rugbi - Federació Andorrana de Taekwondo - Federació Andorrana de Tennis - Federació Andorrana de Tennis taula - Federació Andorrana de Tir - Federació Andorrana de Vela - Federació Andorrana de Voleibol | nichtolympische Sportarten - Automòbil Club - Federació Andorrana de Kàrate - Federació Andorrana Motociclista - Federació Andorrana de Muntanyisme - Federació Andorrana de Patinatge - Federació Andorrana de Petanca - Federació Andorrana d'Escacs - Special Olympics |